# Masaya (departement)
Masaya je jedním z 15 departementů Nikaraguy. Leží mezi jezery Nikaragua a Managua. Hlavním odvětvím ekonomiky tohoto departementu je pěstování kávovníku, cukrové třtiny, tabáku. Na jeho území se nachází nejznámější nikaragujský stejnojmenný vulkán Masaya.
Departement Masaya je rozdělen na devět částí (Municipio):
1. Catarina
2. La Concepción
3. Masatepe
4. Masaya
5. Nandasmo
6. Nindirí
7. Niquinohomo
8. San Juan de Oriente
9. Tisma